# Afro Celt Sound System
Afro Celt Sound System es un grupo europeo y africano que fusiona la música electrónica con la música tradicional gaélica y de África Occidental. Afro Celt Sound System fue fundado en 1995 por el productor y guitarrista Simon Emmerson, y cuenta con una amplia gama de artistas invitados. En 2003 cambiaron temporalmente su nombre por el de Afrocelts, antes de volver a su denominación original.
Sus álbumes se han publicado a través de Real World Records, de Peter Gabriel, y han actuado con frecuencia en los festivales WOMAD de todo el mundo. Su contrato de grabación con Real World fue de cinco álbumes, de los cuales Volume 5: Anatomic fue el último.
Tras una serie de festivales en 2007, la banda se tomó un descanso. En 2010, se reagruparon para dar una serie de conciertos (incluido su regreso al WOMAD) y publicaron una retrospectiva remasterizada titulada Capture.
El 20 de mayo de 2014, Afro Celt Sound System anunció el lanzamiento del álbum Born. En enero de 2016, una publicación en ese sitio web reveló que, debido a una disputa con Emmerson, quien anunció su salida de la banda en 2015, había dos versiones activas de la banda, una versión liderada por Emmerson y una formación separada encabezada por James McNally y Martin Russell. La versión de Emmerson de la banda lanzó el álbum The Source en 2016.La disputa terminó el 21 de diciembre de 2016, con un anuncio en las redes sociales.
La banda lanzó su séptimo álbum de estudio, Flight, el 23 de noviembre de 2018.

## Formación
La inspiración del proyecto se remonta a 1991, cuando Simon Emmerson, productor y guitarrista británico nominado a los premios Grammy, colaboró con la estrella del afro-pop Baaba Maal. Mientras grababa un álbum con Maal en Senegal, a Emmerson le llamó la atención la similitud entre una melodía africana y un aire tradicional irlandés. De vuelta a Londres, el músico irlandés Davy Spillane habló a Emmerson de la creencia de que los celtas nómadas vivieron en África o la India antes de emigrar a Europa occidental. Fuera o no cierta la teoría, Emmerson estaba intrigado por las afinidades musicales de las dos regiones.
En un experimento que resultaría exitoso, Emmerson juntó a dos miembros de la banda de Baaba Maal con músicos tradicionales irlandeses para ver qué tipo de música creaban los dos grupos. Para añadir una pizca de sonido moderno, Emmerson también trajo mezcladores de baile ingleses para darle un ritmo electrónico. "La gente pensaba que estaba loco cuando promocioné la idea", cuenta Emmerson a Jim Carroll, de The Irish Times. "Por aquel entonces, no gozaba del favor de la escena londinense. Estaba arruinado y recibía ayudas, pero el éxito fue extraordinario".

## Carrera profesional
Jamming in the studios en Real World, las instalaciones de grabación del músico Peter Gabriel en Wiltshire, Inglaterra, el grupo de músicos grabó la base de su primer álbum en una semana. Este álbum, Volume 1: Sound Magic, fue lanzado por Real World Records en 1996 y supuso el debut de Afro Celt Sound System.
McNally, que creció en Londres como irlandés de segunda generación, tocaba silbatos, teclados, piano, bodhrán y flauta de bambú. Sound Magic ha vendido más de 300.000 copias. La banda actuaba en festivales, raves y clubes de baile y contaba regularmente con dos músicos africanos, Moussa Sissokho al tambor parlante y el djembé y N'Faly Kouyate a la voz, la kora y el balafón.
Justo cuando el segundo álbum empezaba a gestarse, uno de los principales músicos del grupo, el tecladista Jo Bruce, de 27 años (hijo del bajista de Cream Jack Bruce), murió repentinamente de un ataque de asma.La banda utilizó el nombre de la canción de O'Connor, "Release", para el título de su álbum. Volume 2: Release se publicó en 1999, y en la primavera de 2000 había vendido más de medio millón de copias en todo el mundo. En el Reino Unido, Release también se utiliza como una de las obras musicales de los GCSE que los alumnos deben estudiar para su examen.
En 2000, el grupo fue nominado a un premio Grammy en la categoría de mejor música del mundo. La banda, compuesta entonces por ocho miembros de seis países (Reino Unido, Senegal, Guinea, Irlanda, Francia y Kenia), se enorgullecía de su capacidad para unir a la gente a través de la música.
En 2001, el grupo publicó Volume 3: Further in Time, que alcanzó el número uno de la lista Billboard Top World Music Albums. Con la participación de Peter Gabriel y Robert Plant, el álbum también incorporaba un sonido africano más intenso. "En los dos primeros discos, el péndulo oscilaba más hacia el lado celta y londinense de la ecuación", declaró Emmerson a Carroll, del Irish Times. "Para éste, queríamos tener más voces y aportaciones africanas de lo que habíamos hecho antes". De nuevo, Afro Celt Sound System cosechó éxitos. Chuck Taylor, de Billboard, elogió el álbum como "un fenómeno cultural que traspasa los límites tradicionales de la música contemporánea".
En 2003, para el álbum Seed, cambiaron su nombre por el de Afrocelts.En sus siguientes álbumes, Pod, una recopilación de nuevas mezclas de canciones de los cuatro primeros álbumes, Volume 5: Anatomic (su quinto álbum de estudio) y Capture (1995-2010), volvieron a utilizar su nombre original.
Tocaron en varios conciertos para promocionar Volume 5: Anatomic en 2006 y el verano de 2007, terminando con un concierto en Corea, antes de tomarse un largo descanso para trabajar en proyectos paralelos, entre ellos The Imagined Village con Simon Emmerson y Johnny Kalsi. A partir del verano de 2010, la banda realizó una serie de actuaciones en directo para promocionar Capture (1995-2010), publicado el 6 de septiembre de 2010 por Real World Records. En 2014 anunciaron en su página web el lanzamiento de un nuevo álbum titulado Born. Tras la separación (véase más abajo), la versión de Emmerson de la banda publicó el álbum The Source en 2016.

## Separación
Durante 2015, la banda se había dividido en dos grupos, uno de ellos formado por Simon Emmerson, N'Faly Kouyate y Johnny Kalsi, y el otro por James McNally y Martin Russell. La separación se anunció en el sitio web de la banda en enero de 2016.La disputa terminó oficialmente con un anuncio en las redes sociales el 21 de diciembre de 2016.

Simon Emmerson, James McNally y Martin Russell se complacen en anunciar que han podido dejar de lado sus diferencias y llegar a un acuerdo amistoso para poner fin a su disputa. De cara al futuro, McNally, Russell y Emmerson han acordado que Emmerson seguirá actuando como Afro Celt Sound System y McNally y Russell trabajarán bajo un nuevo nombre que se anunciará a su debido tiempo. Aunque McNally, Russell y Emmerson ya no actuarán ni trabajarán juntos, reconocen y agradecen la contribución de cada uno de ellos a Afro Celt Sound System durante las dos últimas décadas y seguirán trabajando con la amplia comunidad de músicos que forman parte de la familia Afro Celt Sound System.

## Miembros
Cuando Afro Celt Sound System se formó a mediados de los noventa, durante la Real World Recording Week, la diferencia entre un artista invitado y un miembro de una banda era prácticamente inexistente. Sin embargo, con el tiempo, una combinación de personas se asoció más a menudo con el nombre de Afro Celt Sound System (mientras que en Volume 5: Anatomic sólo figuran Emmerson, McNally, Ó Lionáird y Russell como habituales). La agrupación dividida de la banda en dos versiones, ambas operando bajo el nombre de Afro Celt Sound System, comenzó en enero de en 2016 y se resolvió en diciembre de 2016 después de que McNally y Russell aceptaran trabajar bajo un nombre diferente al de Emmerson.
- Simon Emmerson, fallecido el 13 de marzo de 2023 tras sufrir una enfermedad.[26]

- N'Faly Kouyate

- Johnny Kalsi

- Moussa Sissokho

- Griogair Labhruidh

- Ronan Browne

- Emer Mayock

- Davy Spillane

Versión Russell/McNally
- Martin Russell

- James McNally

- Ian Markin

- Tim Bradshaw

- Babara Bangoura

- Dorothee Munyaneza

- Kadially Kouyaté

- Dav Daheley

- Otros músicos que han actuado o grabado con Afro Celt Sound System son: Jimmy Mahon, Demba Barry, Babara Bangoura, Iarla Ó Lionáird, Peter Gabriel, Robert Plant, Pete Lockett, Sinéad O'Connor, Pina Kollar, Dorothee Munyaneza, Sevara Nazarkhan, Simon Massey, Jesse Cook, Martin Hayes, Eileen Ivers, Mundy, Mairéad Ní Mhaonaigh y Ciarán Tourish de Altan, Ronan Browne, Michael McGoldrick, Steáfán Hannigan, Myrdhin, Shooglenifty, Máiréad Nesbitt, Nigel Eaton, Davy Spillane, Jonas Bruce, Heather Nova, Julie Murphy, Ayub Ogada, Caroline Lavelle y Ross Ainslie.[27]

## Discografía

### Álbumes de estudio
| Título                    | Año  | Posiciones máximas en las listas | Posiciones máximas en las listas | Posiciones máximas en las listas | Posiciones máximas en las listas | Posiciones máximas en las listas | Posiciones máximas en las listas | Posiciones máximas en las listas |
| Título                    | Año  | RU                               | AUS                              | FRA                              | IRL                              | NZ                               | EUA                              | EUA Mundo                        |
| ------------------------- | ---- | -------------------------------- | -------------------------------- | -------------------------------- | -------------------------------- | -------------------------------- | -------------------------------- | -------------------------------- |
| Volume 1: Sound Magic     | 1996 | 59                               | 53                               | —                                | —                                | 32                               | —                                | 15                               |
| Volume 2: Release         | 1999 | 38                               | 93                               | 63                               | —                                | 42                               | —                                | 6                                |
| Volume 3: Further in Time | 2001 | 77                               | —                                | —                                | 33                               | —                                | 176                              | 1                                |
| Seed                      | 2003 | —                                | —                                | —                                | —                                | —                                | —                                | 5                                |
| Volume 5: Anatomic        | 2005 | —                                | —                                | —                                | —                                | —                                | —                                | —                                |
| The Source                | 2016 | 86                               | —                                | —                                | —                                | —                                | —                                | —                                |
| Flight                    | 2018 | —                                | —                                | —                                | —                                | —                                | —                                | —                                |
| OVA                       | 2024 | —                                | —                                | —                                | —                                | —                                | —                                | —                                |

### Otros álbumes
- Pod (álbum de remezclas) (2004)

- Capture (1995-2010) (2010) (recopilación) Nº 14 NZ[32]

También grabaron la banda sonora del juego para PC Magic and Mayhem, publicado en 1998.

### Sencillos en la lista
| Título                                                        | Año  | Posiciones máximas en las listas | Posiciones máximas en las listas | Posiciones máximas en las listas | Álbum                     |
| Título                                                        | Año  | RU                               | NL                               | EUA Dance                        | Álbum                     |
| ------------------------------------------------------------- | ---- | -------------------------------- | -------------------------------- | -------------------------------- | ------------------------- |
| "Whirl-Y-Reel"                                                | 1997 | 91                               | —                                | —                                | Volume 1: Sound Magic     |
| "Release"                                                     | 2000 | 71                               | —                                | 3                                | Volume 2: Release         |
| "When You're Falling" (con la participación de Peter Gabriel) | 2001 | 139                              | 86                               | —                                | Volume 3: Further in Time |